# Calmare Nyckel (tidskrift)
För andra betydelser, se Calmare Nyckel.
Calmare Nyckel är Kalmar nations vid Lunds universitet tidning. Den har flera gånger vunnit Sydsvenska Dagbladets pris för bästa nationstidning och bästa layout.
Det senaste numret av tidskriften publicerades digitalt i december 2024, efter nästan tio år sedan tidningen sist publicerats.